# Roberts Kļaviņš
Roberts Kļaviņš, latvijski general, * 1885, † 1941.